# Phare de Weavers Point
Le phare de Weavers Point (en gaélique écossais : Rubha an Fhigheadair)) est un phare qui se trouve sur un promontoire nommé Wearvers point au nord de l'entrée du Lochmaddy sur North Uist (Hébrides extérieures) au nord-ouest des Highlands en Écosse.
Ce phare est géré par le Northern Lighthouse Board (NLB) à Édimbourg,l'organisation de l'aide maritime des côtes de l'Écosse.

## Le phare
La station existait depuis 1912. Le nouveau bâtiment est une tourelle métallique carrée de 5 m de haut recouverte de panneaux blancs. Le feu, ébablit en 1980, se trouve à son extrémité et émet un flash blanc toutes les trois secondes. Il n'est accessible qu'en bateau.

### Lien connexe
- Liste des phares en Écosse